# Districte de Gràcia
Gràcia és un dels deu districtes de la ciutat de Barcelona. Limita amb l'Eixample a la part baixa, Sarrià - Sant Gervasi a l'oest i Horta-Guinardó al nord. L'any 2019 tenia 121.789 habitants. És hereu de l'antic municipi de Gràcia, agregat a Barcelona el 1897.

## Configuració
L'actual districte de Gràcia, tal com fou configurat el 1984, es compon de la major part de l'antic terme municipal de Gràcia, llevat del sector incorporat a l'Eixample; i d'un sector històricament d'Horta, el qual es correspon aproximadament amb els barris de Vallcarca i els Penitents i del Coll

## Barris

Barris del districte de Gràcia

El districte de Gràcia està format per cinc barris:
| Codi | Mapa | Nom del barri                   | Població (2019) | Superfície (ha) | Densitat (hab/ha) |
| VI   |      | Gràcia                          | 121.789         | 422,4           | 292               |
| ---- | ---- | ------------------------------- | --------------- | --------------- | ----------------- |
| 28   |      | Vallcarca i els Penitents       | 15.979          | 125,1           | 128               |
| 29   |      | El Coll                         | 7.459           | 35,3            | 211               |
| 30   |      | La Salut                        | 13.347          | 64,8            | 206               |
| 31   |      | Vila de Gràcia                  | 50.102          | 132,1           | 379               |
| 32   |      | Camp d'en Grassot i Gràcia Nova | 34.911          | 65,1            | 537               |

## Història
El districte de Gràcia antigament havia estat un municipi independent del pla de Barcelona del 1850 al 1897. En formaven part els actuals barris de la Vila de Gràcia, Camp d'en Grassot i la Salut, mentre que Vallcarca i el Coll formaven part del municipi d'Horta. També incloïa un sector que al llarg del segle xx, per coherència urbanística, s'ha diluït en l'Eixample.
Els límits de l'antic municipi seguien la cruïlla dels actuals carrers de Nàpols i de Provença, per la plaça de Sanllehy, després pujava el coll del Portell fins prop de l'ermita del Carmel, arribava a la Muntanya Pelada, baixava pel carrer de Verdi girant pel de Sant Cugat fins a la plaça de la Creu, tallava pels Josepets i baixava per l'avinguda de Riera de Cassoles fins a la plaça de Gal·la Placídia, després per la Travessera fins a la riera de la Creu d'en Malla i continuava pel carrer del Comte d'Urgell fins al de Rosselló i es dirigia a l'encreuament dels de Villaroel i de Provença.

### De la construcció dels Josepets a la primera independència

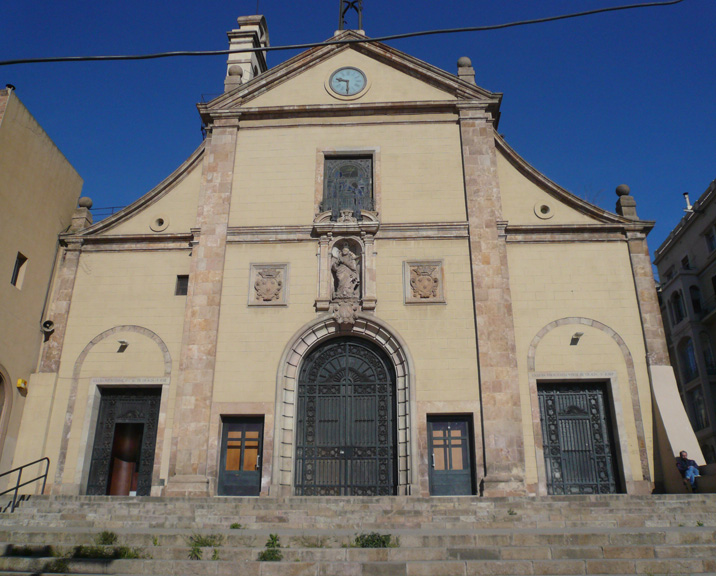
L'església dels Josepets, a l'actual plaça de Lesseps

Se sol fixar l'inici de la Vila de Gràcia amb l'establiment, el 17 de gener de 1626, del noviciat dels carmelites descalços al convent de Nostra Senyora de Gràcia, que va rebre el nom de Els Josepets, a causa dels seus ocupants. Aquest convent va ser construït gràcies al generós donatiu de Josep Dalmau, conseller de la ciutat de Barcelona, i de la seva esposa, Lucrècia Balcells, que va passar pel dolor de perdre els seus set fills. A l'entorn del convent van anar sorgint-hi una sèrie de masies, la més important de les quals era Ca n'Alegre (1688). Això no obstant, dos segles enrere, al segle xv, es va establir l'orde dels franciscans, al convent de Jesús, i el segle xvi es va construir el monestir del Montcalvari, pertanyent als caputxins vells, que va ésser destruït el 1714.
A començament del segle xviii a la vila hi havia un total d'onze propietaris amb les seves respectives famílies. Unes dècades després l'economia, bàsicament agrària, va començar a diversificar-se; llavors van sorgir els primers artesans i menestrals. Segons ho consigna un document de 1767, el territori rep ja el nom de Gràcia.
Durant el segle xviii, Gràcia consolidà la que seria la seva estructura social durant molts anys, entre zona rural i zona d'estiueig dels burgesos barcelonins. Prova d'això és la gran quantitat de torres i segones residències pertanyents a famílies adinerades A finals del segle xviii i principis del segle xix, la zona que avui anomenem Gràcia era poc poblada, els tres nuclis més importants eren els que havien crescut al voltant dels convents de la zona: el de Jesús (a l'inici del Carrer Gran), el del convent dels Josepets (la zona de l'actual Plaça de Lesseps), i el dels Caputxins Vells (situat per la zona on actualment hi ha el Mercat de l'Abaceria Central). Documentació de l'època demostra que, almenys dos d'aquests nuclis no s'avenien gaire (el de Jesús i el de Josepets), i fins i tot apareix en un d'aquests documents un alcalde del "Barri del carrer Jesús": Josep Fatjó.

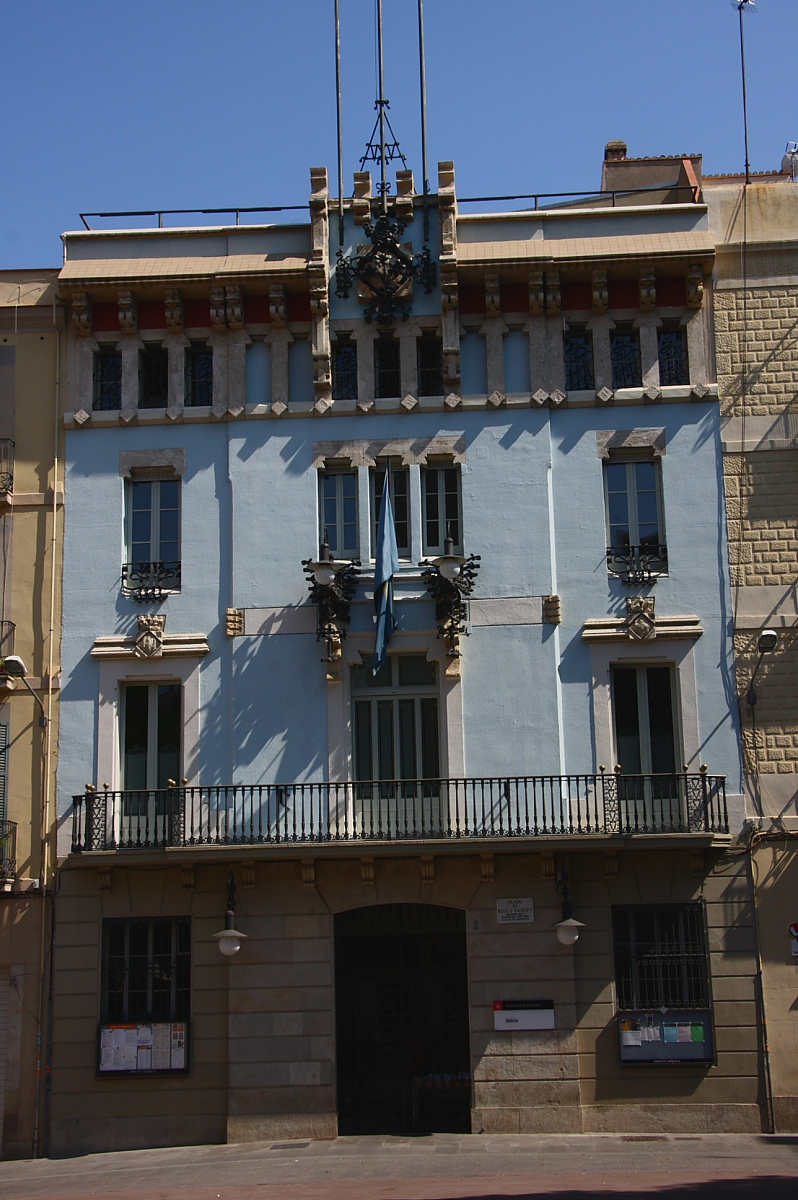
Casa de la Vila, obra de Francesc Berenguer i Mestres (1905).

### Les tres independències
El 4 de març de 1821, gràcies a la Constitució de Cadis, que autoritzava aquells nuclis de més d'un miler d'habitants a constituir-se en municipi, Gràcia va obtenir la seva primera independència municipal, de la qual va ser alcalde en Josep Tuset. Però aquesta independència durà ben poc: l'abril del 1823, l'absolutisme obligà a tornar a posar tot tal com estava abans de l'1 de març del 1820, i el 30 de gener del 1824, Gràcia perdia el seu primer ajuntament.
El 1828, però, per tal de tornar a aconseguir la independència municipal, els graciencs insten els monarques Ferran i Amàlia la segregació de Gràcia, amb la condició que se li canviaria el nom pel de "Villa de San Fernando y Santa Amalia". Després de dos anys, el 1830, es va concedir, i de nou Gràcia podria tenir ajuntament propi, encara que fos perdent el seu nom, i aconseguia el títol de Vila. Però problemes polítics van fer que mai es pogués constituir l'ajuntament de nou, quedant tot en no-res.
Va ser aleshores quan, el 13 d'octubre del 1849, es va redactar una exposició on se sol·licitava la concessió del municipi, amb el títol de Vila, basant-se en la Constitució del 1845. En nou mesos, això es feia realitat i el 6 de juliol del 1850 prenia possessió de l'alcaldia en Josep Pons i Tarrecli, tres tinents d'alcalde i catorze regidors. Aquesta va ser la independència municipal de la Vila de Gràcia més llarga i estable, fins que va arribar l'annexió a la ciutat de Barcelona.

### La Gràcia treballadora
Al segle xix, la gran majoria dels graciencs havien d'anar a treballar a Barcelona, però durant aquell segle es van establir ja algunes indústries: Les més importants foren el Vapor Vell o Vilaregut, a la zona dels carrers del Perill i de Venus, i el Vapor Nou, a la zona de la Travessera i l'actual carrer de Puigmartí, construït el 1841. Comptava amb prop de 500 treballadors, però no va estar exempa de conflictes laborals: ñ'estiu del 1855 es va denunciar l'existència d'un complot per matar en Puigmartí, es van jutjar cinc treballadors, però no es va poder provar res i les penes van ser lleus. La fàbrica va mantenir-se forta fins al maig del 1876, quan un incendi la va destruir totalment, i els terrenys són ara ocupats per pisos i el mercat de l'Abaceria Central.
El Vapor Vell no va quedar lliure dels problemes laborals de l'època. El 1842 els treballadors ja van haver de lluitar contra el patró per evitar una baixada de salaris, i el 1855 es van manifestar a la frontera de la Vila per demanar «pa i treball».
Aquestes dues indústries cotoneres, juntament amb la gran quantitat de telers manuals que molts artesans posseïen, van fer de Gràcia un centre important dins la producció tèxtil de l'època. El 10 de maig del 1840 es va constituir la primera societat obrera de Catalunya, l'Associació de Teixidors de Barcelona, molts dels socis de la qual eren graciencs.
Altres indústries es van anar establint, com la fàbrica de teixits elàstics d'en Miquel Matas, el 1851, la qual, el 1889 ja tenia 140 treballadors i va subsistir fins al 1935; la fàbrica sedera que Josep Reig va obrir a l'actual carrer de l'Escorial, a la segona meitat del segle, on es van arribar a col·locar 200 persones, i que va acabar en tragèdia quan, el 1962, es va ensorrar l'edifici i van morir quatre persones. A poc a poc, Gràcia va anar creixent gràcies a les indústries i les cases que s'hi construïen per als treballadors. El 1863, el tren de Sarrià va tenir el seu baixador a l'oest a la Vila.
Al mateix temps que Gràcia creixia gràcies a les indústries, els seus habitants anaven accentuant el seu tarannà obrerista: durant el Bienni Progressista, el triomf de la insurrecció va ser absolut. El 1856 set oficials es van refugiar a la casa de la Marquesa, a l'entrada de Gràcia: els insurrectes hi van calar foc, i, un cop van sortir els oficials, van ser executats allà mateix. Vuit dies més tard, setze graciencs que fugien de la repressió i van ser capturats, van ser executats sense judici previ davant de les runes de la mateixa casa.

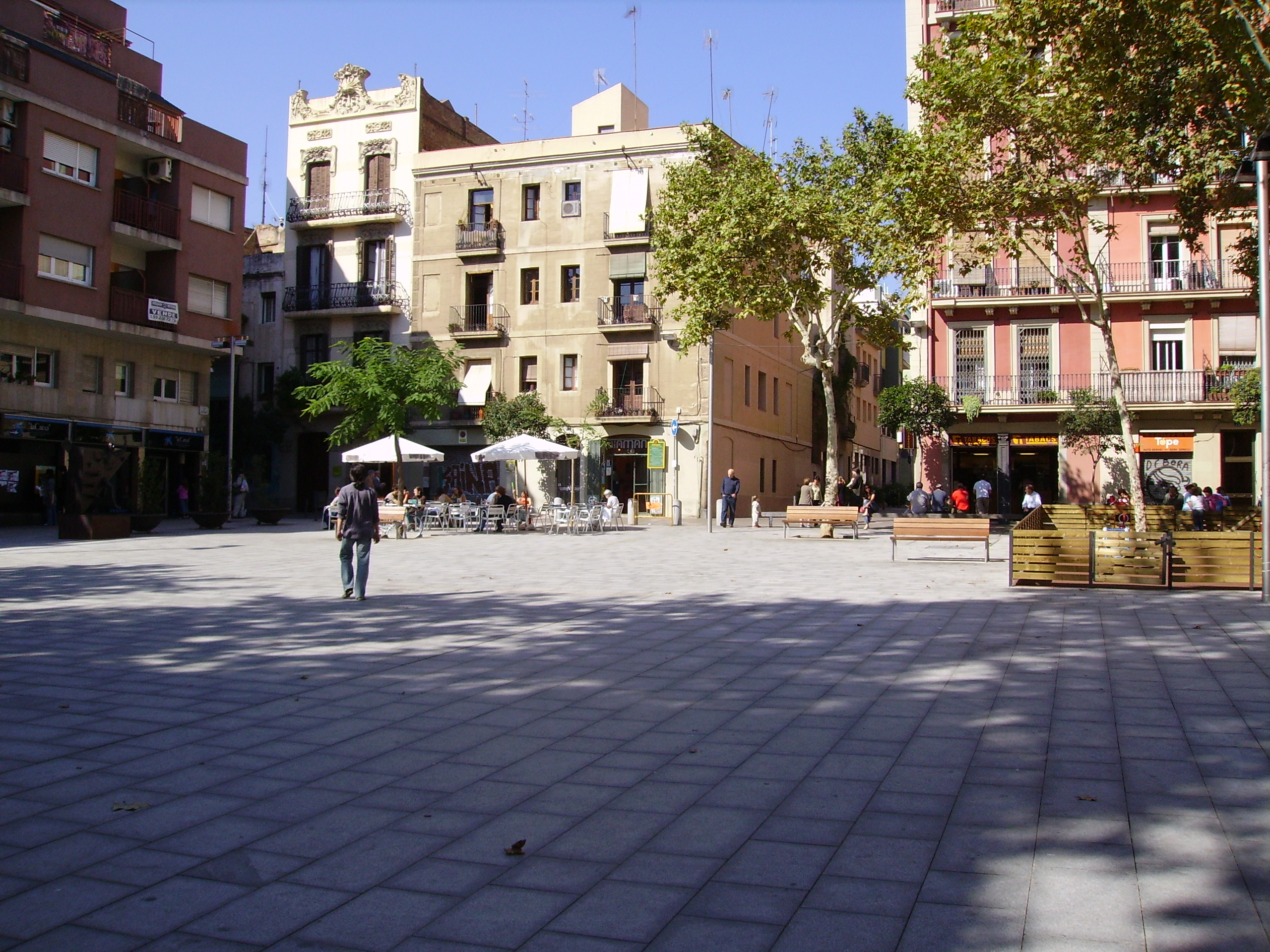
Plaça del Diamant

### La Revolta de les Quintes (1870)
L'abril del 1870, el govern volgué cridar obligatòriament els mossos per servir dins l'exèrcit, i es produí una revolta popular d'oposició en diversos pobles del pla de Barcelona, entre ells Gràcia, coneguda com la Revolta de les Quintes. El general Eugenio de Gaminde va ser l'encarregat de fer efectiva l'ordre de les primeres quintes. Els graciencs foren avisats de l'arribada de les tropes amb els tocs de la campana de la Plaça Orient (avui Plaça de la Vila).
Els militars, enutjats pel so de la campana, no van parar de llençar canonades des del Passeig de Gràcia; no van aconseguir destruir-la, però si esquerdar-la. Això no obstant, no va deixar de tocar, tot i el mal so que feia. El setge va durar sis dies, del 4 al 9 d'abril, amb el resultat de 27 morts i el saqueig indiscriminat de gran nombre de cases.
Després, la mitologia popular va fer de la Campana de Gràcia un element essencial de la revolta. Malgrat rebre impactes de projectils, la campana gran "la Marieta" continuà tocant amb el seu característic so esquerdat. Així ho explica el setmanari La Campana de Gràcia corresponent al dia 24 de desembre de 1932, en un article escrit per Antoni Esclasans en homenatge a Valentí Almirall.
| «                  | Conta l'anècdota que a Barcelona el 1870, quan la revolta de les quintes una dona humil, encarnació del Poble amb majúscula, va passar-se tot un dia tibant la corda del campanar de Gràcia, cridant a sometent. Les forces militars […] no gosaven moure's per por a la gran Revolució que el toc de la campana presagiava. Quan els revoltats ja eren part d'allà de la muntanya, sonava encara el toc de la Campana de Gràcia. Quan les forces hagueren entrat, fou descoberta la feta d'aquella dona; i després de detenir-la hom la tancà a la presó d'Alcalà d'Henares. […] Tres anys després i ja proclamada la República, [Almirall] demanà el perdó de la velleta al president Estanislau Figueres, i aquest el concedí | » |
| — Antoni Esclasans | |   |

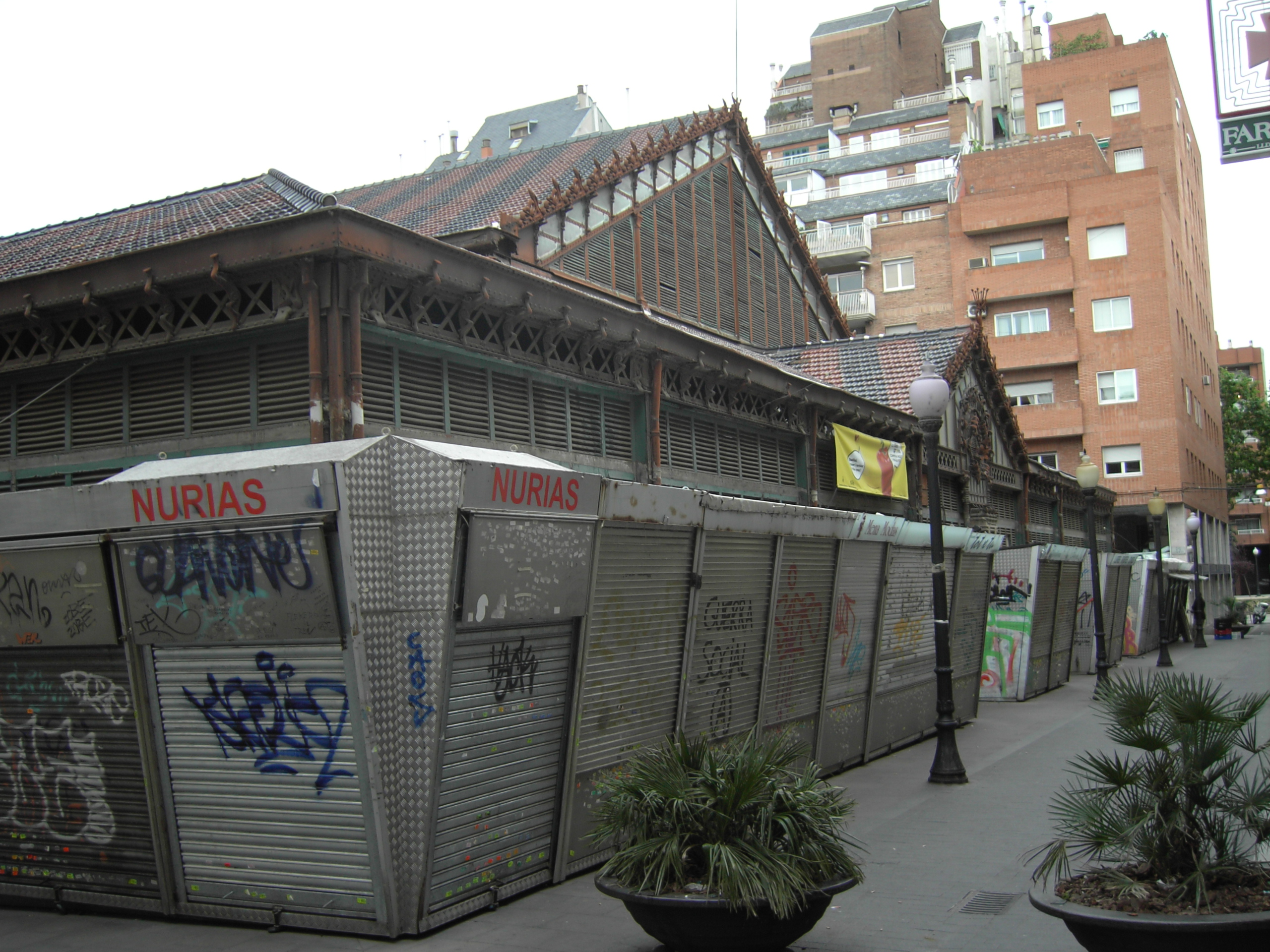
Mercat de la Llibertat

Moltes cases de la vila de Gràcia quedaren destruïdes a causa dels bombardeigs. A partir d'aquells fets, el general Gaminde fou conegut popularment com el "general Bum-Bum", però d'aquesta manera la campana va fer-se molt popular entre els barcelonins, i més entre els republicans que la veien com un símbol del federalisme que defensaven molts catalans, entre ells els veïns de Gràcia.
Després del saqueig i rendició de la vila, poc abans d'aixecar-se l'estat de setge, l'editor Innocenci López Bernagosi estava buscant un títol per un nou setmanari que havia de treure per aquelles dates. Valentí Almirall, líder republicà federalista, proposà a Innocenci López el títol de La Campana de Gràcia com a capçalera del nou setmanari i en homenatge al símbol de la revolta de les quintes. —No t'apuris —digué Almirall a López Bernagosi— titula el nou periòdic La Campana de Gràcia, i deixa'l anar, que farà forrolla. El dia 8 de maig de 1870 apareixia el primer número de La Campana de Gràcia. Un dels dos setmanaris en català (juntament amb la germana l'Esquella de la Torratxa) que va sobrepassar els 3.000 números i que va publicar-se durant quasi seixanta-cinc anys.

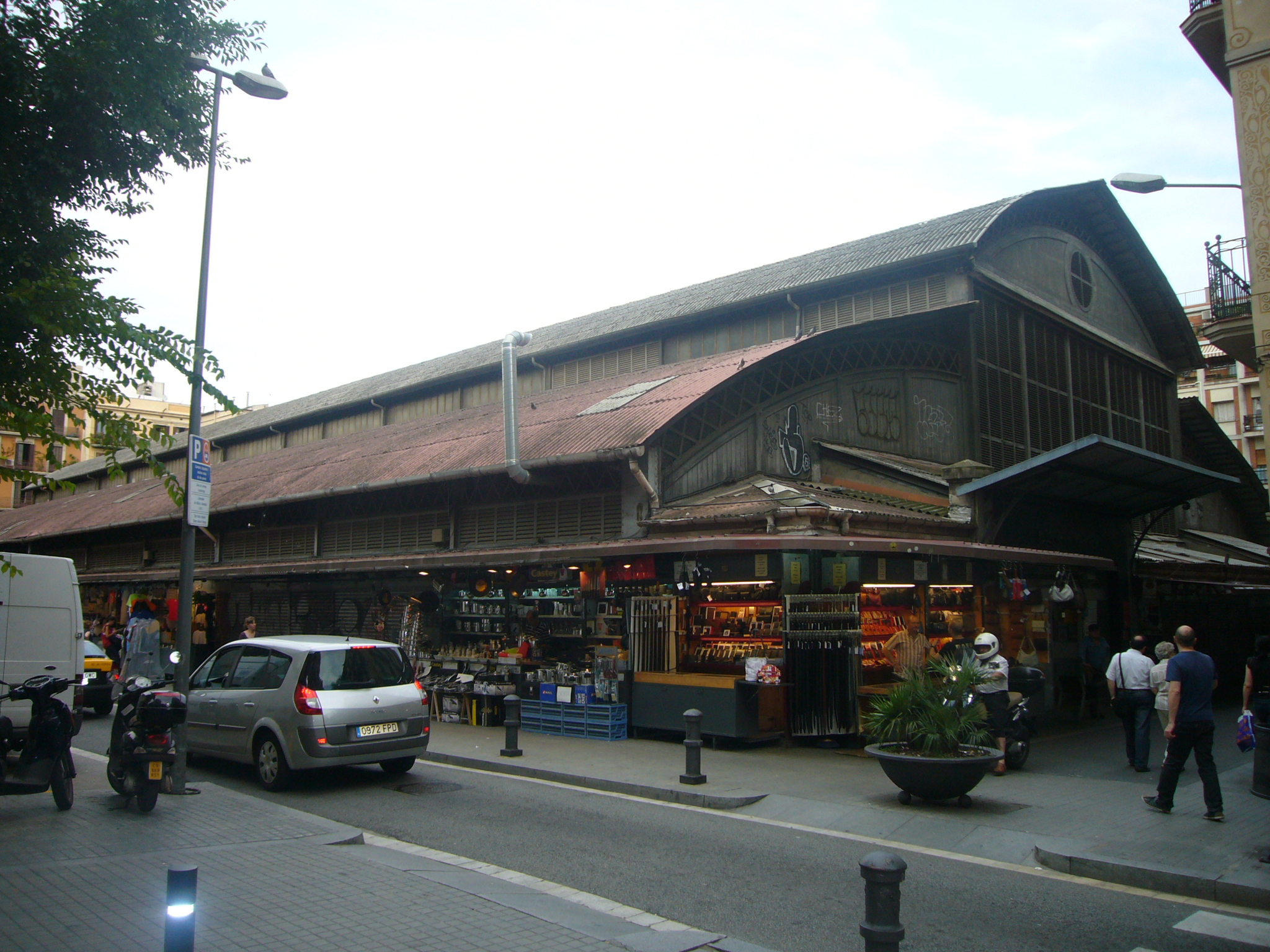
Mercat de l'Abaceria Central

El 1873, durant la Primera República, l'Ajuntament de Gràcia va fer pressió perquè la Diputació de Barcelona es transformés en una Convenció, i aquell mateix any es plantà al mig de la Plaça del Sol un cedre, com a nou símbol de llibertat. Quan el general Pavía donà el cop d'estat que posà fi a la República, la Vila de Gràcia es declarà en vaga general i la campana va tornar a intervenir tot cridant al sometent general. Per aquest motiu la campana fou temporalment despenjada.
El 1876 naixia la Cooperativa Teixidors a Mà (als locals de la qual actualment hi ha el Teatreneu), el 1892, una escissió d'aquesta Cooperativa donava lloc a la Cooperativa La Lleialtat (on actualment hi ha el Teatre Lliure). El 1888 s'aprovà el projecte del Mercat de la Llibertat, que va suposar un canvi en el comerç i els mercats al barri, fins aleshores més propis d'un àmbit rural. El va seguir, el 1892, el Mercat de l'Abaceria, a la Travessera de Gràcia.
Per aquelles dates, encara s'instal·laven a Gràcia més indústries. Les Xocolates Juncosa, al principi del Carrer Gran, la impremta Ramírez, que es va traslladar des de Barcelona, o l'empresa tèxtil d'Antoni Bargalló.
Una part dels obrers graciencs van anar radicalitzant-se i van aparèixer diverses publicacions de caràcter anarquista com Tierra y Libertad o La justícia humana i també d'altres de tipus catalanista com Las Barras Catalanas o L'Esperit Català. Per aquells temps també es funden diaris i revistes com: El Diario de Gracia, L'Escut de Gràcia, La Tranca, La Revista, El Eco de Gracia, La Cotorra, La Linterna de Gracia o la coneguda La Campana de Gràcia.

### L'agregació a Barcelona (1897)

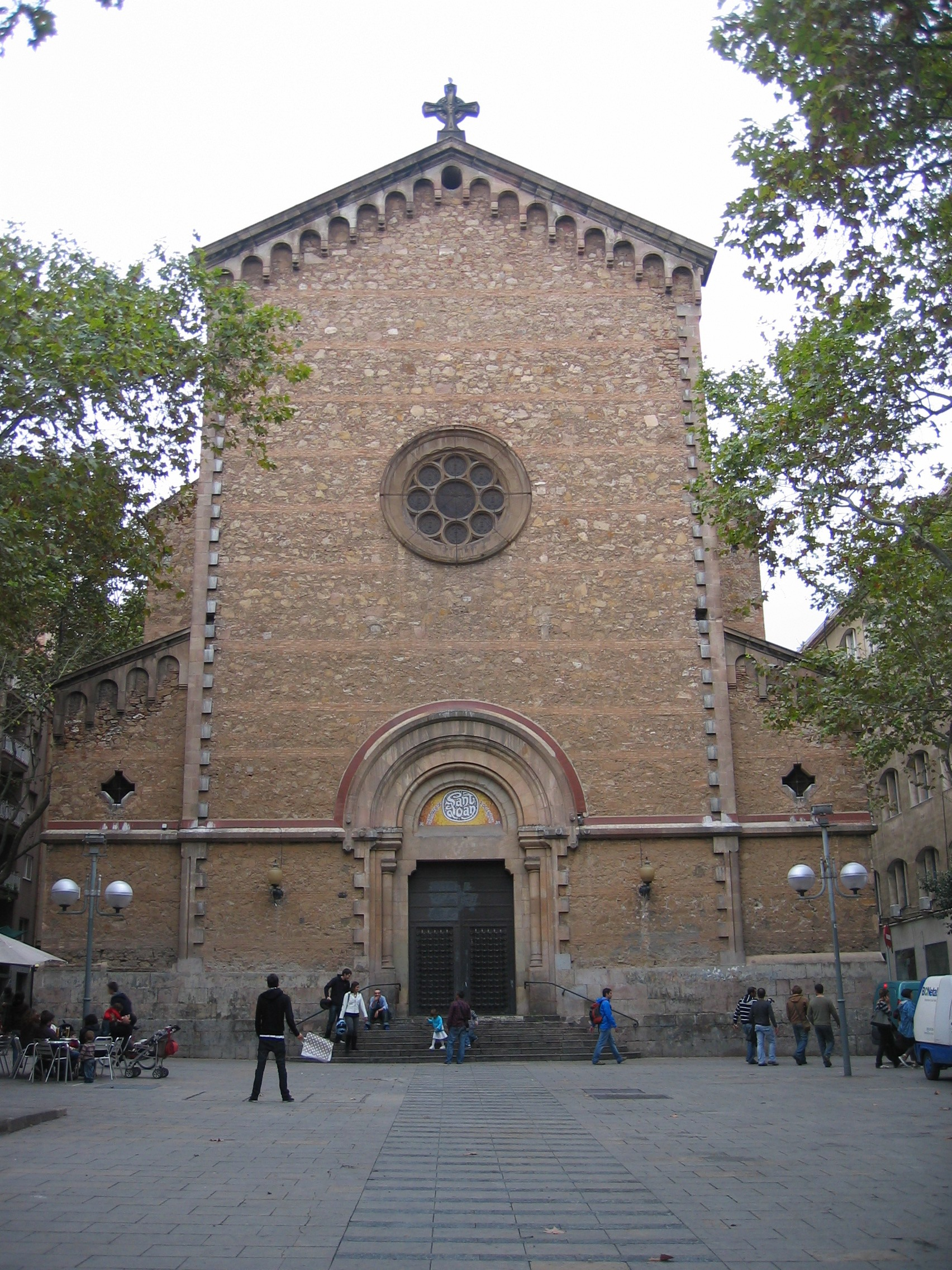
L'església de Sant Joan, a la plaça de la Virreina

Arribat el 1897, Gràcia, juntament amb altres pobles del pla de Barcelona és annexionada a la ciutat de Barcelona.

## Cultura

### Teatre
El sistema teatral de Barcelona es caracteritza per una morfologia estructurada per uns eixos i unes àrees que s'han anat configurant al llarg de la història. Entre aquestes àrees teatrals, l'antiga vila de Gràcia té una força especial, en bona part donada per la pervivència d'un món associatiu d'origen vuitcentista i potser també per les decoracions de carrers per la festa major, una tradició d'un fort component escenogràfic.
El teixit de teatres de societats gracienques està format per fils diversos. Les sales d'entitats històriques, de rel catòlica i cultural com Els Lluïsos, el Cercle, el Centre i l'Orfeó Gracienc, constituirien una part de l'ordit d'aquest teixit, al qual s'afegirien altres locals, també de societats vuitcentistes, que en el període posterior a la mort del general Franco van passar a propietat municipal: el Centre Artesà Tradicionàrius (1985), en la seu de l'Artesà (1914), i La Violeta (2005), a l'antiga Sociedad de Fomento de la Villa de Gracia (1893), posterior Mútua d'Industrials i Comerciants de Gràcia. Un teixit del qual també formen part el Teatre Lliure (1976), a la Cooperativa La Lleialtat (1931); el Teatre Regina (1980), avui Jove Teatre Regina (1988), a l'Institut Llongueras; el Teatreneu (1988), a la Cooperativa de Teixidors a Mà (1890), i l'Almeria Teatre (2009), a la Casa d'Almeria; uns teatres, aquests darrers, de companyies i d'emprenedors teatrals que també es van instal·lar en les seus d'entitats de tipus i origen diversos. I amb l'ordit dels teatres a la italiana s'entrellaça la trama de les sales de petit format que han anat situant-se en espais variats: indústries, magatzems i fins i tot una perruqueria. Des de la Sala Beckett/Obrador Internacional de Dramatúrgia (1989) a la minúscula Ruqueria Querubí (2007), passant per d'altres com La Caldera (1995), una real fàbrica de creació, i Porta 4 (2010), on es complementa la representació teatral amb la formació teatral.
Han desaparegut del mapa teatral de Gràcia el Teatre del Bosc (1905-1926), el Teatre del Prado Catalán (1909-1912), el Coliseu Pompeia (1903-1949), el Teatre del Club Helena (1940-2004), l'Artenbrut (1993-2005) i, més recentment, La Caldera (1995-2013).

## Publicacions
- L'Independent de Gràcia, setmanari creat el 2000.